# Instituto Arqueológico Alemán
El Instituto Arqueológico Alemán (en alemán: Deutsches Archäologisches Institut, DAI) es una de las instituciones mundiales líderes en investigaciones arqueológicas, y una "corporación científica"  bajo auspicios del Ministerio de Asuntos Exteriores de Alemania. 

## Historia
El 21 de abril de 1829, un círculo de eruditos, artistas y diplomáticos (Otto Magnus von Stackelberg, Theodor Panofka y August Kestner) fundaba en Roma el Instituto di Corrispondenza Archeologica con el propósito de estudiar los monumentos de arte antiguo, la epigrafía y la topografía, y dar a conocer los resultados de su investigación. El príncipe heredero de Prusia y más tarde el rey Federico Guillermo IV se convirtió en su mecenas. Cuando Eduard Gerhard, el iniciador real de la institución, dejó Roma para Berlín en 1832, el instituto continuó operando en Roma, pero la sede se trasladó a Berlín. Prusia se hizo cargo de la financiación ordinaria del instituto en 1859.
En 1871 se convirtió en un instituto estatal de Prusia, en 1874 un instituto imperial. En el mismo año un departamento se fundó en Atenas. En el siglo XX se fundaron los departamentos de El Cairo, Estambul, Madrid, Bagdad y Teherán, así como dos comisiones con sede en Alemania (Frankfurt y Múnich) y/o afiliados al DAI.
En 1979, la Comisión para la Arqueología de culturas no europeas (KAAK) en Bonn comenzó su trabajo, y adquirió un centro de investigación en Ulan-Bator en 2004. Finalmente, se establecieron las sucursales en Sanaa, Damasco, Lisboa, Ankara e Ingolstadt. En 1995, el Departamento de Eurasia fue fundado para llevar a cabo la investigación arqueológica en el territorio de los Estados de la CEI y los países vecinos, posteriormente fue  incorporada Teherán en este departamento, al igual que la rama Beijing en 2009. Las sucursales en Bagdad, Damasco y Sanaa se convirtieron en parte del Departamento de Oriente en 1996, que se dirige desde Berlín.
El instituto está dirigido por un presidente que, de conformidad con los artículos del instituto, se une a las decisiones de gestión central. El ayudante del presidente es su secretario general, que en los acuerdos particulares con las cuestiones de organización y de política científica.
Las ramas individuales (departamentos y comités) están a cargo de los directores. Los directores, junto con el presidente y el secretario general forman el consejo de administración (Direktorium), cuyas tareas se establecen en los artículos.
El 1 de enero de 2005, una nueva versión de los artículos del Instituto Arqueológico Alemán (Satzung des Deutschen Instituts Archäologischen) entró en vigor. Esto fue seguido por una nueva versión de los artículos de los tres comités del instituto. Las nuevas versiones de los artículos de comité (Satzungen der Kommissionen des Instituts) han estado en vigor desde el 7 de marzo de 2006.
La administración central (Zentraldirektion), órgano de gobierno del Instituto, que se compone de 18 miembros, está compuesto por representantes de diversos temas arqueológicos y prehistóricos, la mayoría de los cuales son profesores de las universidades alemanas. El director de la Dirección General de Cultura y Comunicación del Ministerio de Relaciones Exteriores también es miembro. Presidente del instituto es el presidente. Las tareas de gestión central se establecen en los artículos.
Una comisión subvención prepara la asignación de subvenciones por la dirección central. Las tareas de la comisión de subvención, así como detalles sobre las evaluaciones, el departamento y conferencias del comité y los procedimientos de votación se establecen en el reglamento (Geschäftsordnung).
El instituto ha desarrollado un conjunto de objetivos para las áreas de construcción de perfil en la investigación, la creación de redes nacionales e internacionales, la garantía de calidad, la estructura de personal, servicios de carácter científico, la promoción de jóvenes talentos y la colaboración con el Ministerio de Asuntos Exteriores. Estos objetivos se establecen en el marco de un acuerdo de destino (Zielvereinbarung) entre el presidente y la junta directiva.
El trabajo científico de las diversas ramas de la institución se basa en un plan de investigación (Forschungsplan) que explica y fundamenta las decisiones estratégicas relativas a la consolidación y el desarrollo del perfil de la investigación de los diversos departamentos/comités y el instituto en su conjunto.
Los planes individuales de investigación de los departamentos/comités sirvieron de base para mayor alcance preguntas científicas, los llamados grupos de investigación (Forschungscluster). Estos grupos están diseñados para proporcionar una mayor vinculación entre las actividades de investigación de las diferentes ramas de la institución, así como con el trabajo de otras instituciones. Los grupos de investigación se ocupan de las últimas cuestiones científicas, son múltiples, así como interdisciplinaria y están diseñados para tener una influencia más allá del instituto en los estudios prehistóricos en general.
El personal del Deutsches Archäologisches Institut lleva a cabo investigaciones en el campo de la arqueología y en ámbitos relacionados, que incluye excavaciones nacionales, pero sobre todo internacionales, expediciones, y otros proyectos.
Resultados de la investigación se presentan en numerosas publicaciones (hasta la fecha más de 60 volúmenes por año). El Instituto mantiene las bibliotecas y archivos de fotos que se encuentran a disposición de los estudiosos internacionales. Mantiene relaciones con académicos internacionales, entre ellos numerosos especialistas importantes de campos asociados que sean miembros titulares y correspondientes, y también promueve la próxima generación de eruditos. Además, organiza congresos, coloquios y visitas guiadas, e informa al público a través de los medios de comunicación sobre su trabajo.
Hoy en día, el Instituto Arqueológico Alemán es una agencia federal que se encuentra dentro del área de responsabilidad del Ministerio de Asuntos Exteriores. El instituto emplea a alrededor de 120 científicos.
Desde 1832 tiene sus oficinas centrales en Berlín y tiene también otras oficinas en muchas otras ciudades: Madrid, Roma, Estambul, Atenas, El Cairo, Damasco, Bagdad, Teherán, Saná. Su Comisión Romano-Germana (Römisch-Germanische Kommission), que incluye la biblioteca más grande del mundo en arqueología prehistórica, está localizada en Fráncfort del Meno, su Comisión de historia de la Antigüedad clásica en Múnich, y su Comisión de arqueología de culturas no europeas en Bonn. Hans-Joachim Gehrke es su presidente desde 2008.